# Петрич (община)
Вижте пояснителната страница за други значения на Петрич.
Община Петрич се намира в Югозападна България и е една от съставните общини на област Благоевград.

## География

### Географско положение, граници, големина
Общината се намира в най-югозападната част на България и на област Благоевград и с площта си от 650,132 km2 заема 2-ро сред 14-те общини на областта и 10,01% от територията на областта. Границите ѝ са следните:
- на север – община Струмяни;
- на североизток и изток – община Сандански;
- на юг – Република Гърция;
- на запад – Република Северна Македония.

### Релеф, води, климат, туристически обекти

#### Релеф
Територията на община Петрич представлява една изключително интересна мозайка от различни типове релеф – котловинно долинен, ниско-, средно- и високопланински. По-голямата (северна и северозападна част) се заема от северните, източните и южните склонове на планината Огражден с най-висока точка връх Билска чука (1644 m), разположен северно от село Баскалци, в близост до границата с Северна Македония. В югозападната част на общината, по границата с Гърция се извисява планината Беласица с максимална височина – граничния връх Радомир – 2029 m (най-високата точка на общината). Между двете планини и източно от тях в обсега на общината попада западната и южна част на Санданско-Петричката котловина. Източно от Беласица е разположено малкото Марикостинско поле и тук в коритото на река Струма, при устието на Пиринска Бистрица, на границата с Гърция е и най-ниската точка на общината – 68 m н.в.

#### Води
През източната част на общината, от север на юг, преминава около 27 km от течението на река Струма, която протича през южната част на Санданско-Петричката котловина и Марикостинското поле, а между тях образува късия Марикостински пролом. Тя има два десни притока, водещи началото си от Северна Македония – реките Лебница и Струмешница и два леви, събиращи водите си от Пирин – Мелнишка река и Пиринска Бистрица.
Река Струмешница води началото си от Северна Македония и в община Петрич са нейните последни 33 km преди да се влее отдясно в Струма. На българска територия тя получава шест къси десни притока водещи началото си от планината Беласица – реките Свигьовица, Рамешница, Камешница, Коларовска, Иваник (Бела) и Луда Мара (Петричка река) и един ляв – река Градешница, извираща под връх Билска чука в планината Огражден.
Безценно природно богатство са откритите минерални извори, локализирани в 3 основни находища: в местността Рупите, край село Марикостиново и тези в близост до общинския център.

#### Климат
Поречията на реките Струма и Струмешница, които в границите на община Петрич обхващат част от Санданско-Петричката котловина, се характеризират с типичен преходно-средиземноморски климат. Тук през цялата година се чувства осезателно топлото беломорско влияние, което нахлува по Струма от юг. Зимата е мека, настъпва късно и е безснежна (средна януарска температура 2,4 °C); пролетта започва още от началото на март; лятото е сухо и горещо (средна юлска температура 24,7 °C), а през юли и август максималните температури достигат до 40 – 42 °C; есента е дълга и топла. Средната слънчева радиация е около 2436 часа/год. - най-високите стойности за страната. Валежите са средно 700 мм/год. и са предимно от дъжд с главен максимум през ноември-декември. Ветровете обикновено нахлуват по долината на Струма от юг (топли) и север (по-студени), като преобладават тези с южна компонента. Освежаващ ефект през топлото полугодие има планинско-долинният вятър. С увеличаване на надморската височина в Огражден и особено в Беласица средиземноморското влияние постепенно отслабва като в по-високите части се наблюдават типичните черти на планинския климат: кратко и прохладно лято и студена зима.

#### Туристически обекти
Сред основните туристически обекти в общината са:
- местността Рупите – свято място, скътано в кратера на единствения в България угаснал вулкан Кожух, където бликат множество горещи минерални извори с високо съдържание на сяра.
- Хераклея Синтика – античен град, чиито руини са разположени в землището на село Рупите.
- Националния парк-музей Самуилова крепост, разположен западно от село Струмешница, на десния бряг на река Струмешница.

В общината са създадени и два природни резервата: „Конгура“, в планината Беласица, южно от Петрич и „Соколата“, разположен по долината на река Лебница (в община Петрич е част от резервата), северно от село Драгуш.

## Население

### Етнически състав (2011)
Численост и дял на етническите групи според преброяването на населението през 2011 г.:
|                     | Численост | Дял (в %) |
| Общо                | 54 006    | 100.00    |
| Българи             | 46 337    | 85.80     |
| Турци               | 270       | 0.50      |
| Цигани              | 2 769     | 5.13      |
| Други               | 247       | 0.46      |
| Не се самоопределят | 137       | 0.25      |
| Неотговорили        | 4 246     | 7.87      |

### Населени места
Общината има 55 населени места с общо население 47 939 жители към 7 септември 2021 г.
| Населено място  | Население (2021 г.) | Площ на землището km2 | Забележка (старо име)            | Населено място    | Население (2021 г.) | Площ на землището km2 | Забележка (старо име)           |
| --------------- | ------------------- | --------------------- | -------------------------------- | ----------------- | ------------------- | --------------------- | ------------------------------- |
| Баскалци        | 45                  | 27,007                |                                  | Кукурахцево       | 35                  | 8,942                 | Кукурахцово                     |
| Беласица        | 1015                | 26,066                | Елешница                         | Кулата            | 694                 | 8,270                 |                                 |
| Богородица      | 13                  | 13,517                | Сестрино                         | Кърналово         | 1522                | 15,342                |                                 |
| Боровичене      | 38                  | 6,220                 |                                  | Марикостиново     | 1038                | 13,936                |                                 |
| Вишлене         | 43                  | 12,660                | Вишнени                          | Марино поле       | 240                 | 5,515                 |                                 |
| Волно           | 3                   | 7,821                 | Робово                           | Мендово           | 63                  | 4,065                 |                                 |
| Габрене         | 540                 | 14,754                |                                  | Митино            | 309                 | 6,055                 |                                 |
| Гега            | 159                 | 15,772                |                                  | Михнево           | 990                 | 18,839                | Михново                         |
| Генерал Тодоров | 629                 | 9,134                 | Припечене                        | Ново Кономлади    | 138                 | 4,965                 | Ени чифлик, Нови чифлик         |
| Горчево         | 4                   | -                     | в з-щето на с. Долене            | Петрич            | 26435               | 80,421                |                                 |
| Долене          | 12                  | 12,067                |                                  | Право бърдо       | 36                  | 9,335                 |                                 |
| Долна Крушица   | 129                 | 14,590                |                                  | Първомай          | 3195                | 6,763                 |                                 |
| Долна Рибница   | 276                 | 24,449                |                                  | Рибник            | 133                 | 3,907                 |                                 |
| Долно Спанчево  | 89                  | 6,591                 |                                  | Рупите            | 897                 | 9,257                 | Ширбаново, Мулетарово           |
| Драгуш          | 30                  | 16,490                |                                  | Ръждак            | 235                 | -                     | в з-щето на гр. Петрич          |
| Дрангово        | 462                 | 8,622                 | Покровник, Свобода               | Самуилова крепост | -                   | -                     | в з-щето на с. Ключ             |
| Дреновица       | 8                   | -                     | Дреновца, в з-щето на с. Вишлене | Самуилово         | 704                 | 11,979                | Димидово                        |
| Дреново         | 63                  | 9,116                 |                                  | Скрът             | 813                 | 12,165                |                                 |
| Зойчене         | 25                  | 5,749                 |                                  | Старчево          | 461                 | 12,179                |                                 |
| Иваново         | 1                   | -                     | в з-щето на с. Крънджилица       | Струмешница       | 278                 | 3,815                 |                                 |
| Кавракирово     | 1482                | 31,155                | Орман                            | Тонско дабе       | 4                   | -                     | в з-щето на с. Яково            |
| Камена          | 224                 | 12,408                |                                  | Тополница         | 631                 | 9,342                 | Нова Тополница                  |
| Капатово        | 170                 | 6,607                 |                                  | Чурилово          | 28                  | 5,928                 |                                 |
| Кладенци        | 25                  | 5,481                 | Масли чифлик                     | Чуричени          | 111                 | 23,297                |                                 |
| Ключ            | 740                 | 17,883                |                                  | Чучулигово        | 162                 | 3,839                 |                                 |
| Коларово        | 1648                | 30,299                | Коларево                         | Яворница          | 727                 | 13,626                |                                 |
| Кромидово       | 123                 | 4,797                 |                                  | Яково             | 57                  | 24,406                |                                 |
| Крънджилица     | 7                   | 18,075                | Кранджилица                      | ОБЩО              | 47939               | 650,132               | 6 населени места са без землища |

## Административно-териториални промени
- Указ № 765/обн. 09.11.1921 г. – признава н.м. Чучулигово (от с. Кулата) за м. Чучулигово;
- Писмо № 6259/обн. 17.07.1922 г. – признава н.м. Чешма 5-и полк за м. Покровник;
- Указ № 162/обн. 08.04.1931 г. – признава м. Чучулигово за с. Чучулигово;
- през 1932 г. – м. Покровник е преименувана без административен акт на м. Дрангово
- Писмо № 7366/обн. 15.06.1932 г. – признава н.м. Рибник за с. Рибник;
- МЗ № 2820/обн. 14.08.1934 г. – преименува с. Ени чифлик (Нови чифлик) на с. Ново Кономлади;
- МЗ № 1966/обн. 16.11.1935 г. – преименува с. Димидово на с. Самуилово;
- МЗ № 2915/обн. 16 януари 1943 г. – признава м. Дрангово за с. Дрангово;
- през периода 1946 – 1956 г. м. Водениците е изселена и заличена без административен акт;
- Указ № 334/обн. 13.07.1951 г. – преименува с. Богородица на с. Сестрино;

– преименува с. Робово на с. Волно;
– преименува с. Дрангово на с. Свобода;
– преименува с. Орман на с. Кавракирово;
– преименува с. Масли чифлик на с. Кладенци;
– преименува с. Ширбаново на с. Мулетарово;
- Указ № 317/обн. 13.12.1955 г. – признава н.м. Първомай (от с. Мендово) за с. Първомай;
- 1956 г. – с. Вишнени е преименувано без административен акт на с. Вишлене;

– с. Дреновца е преименувано без административен акт на с. Дреновица;
– уточнява името на с. Кукурахцово без административен акт на с. Кукурахцево;
- Указ № 582/обн. 29.12.1959 г. – заличава м. Долни край и я слива като квартал на с. Гега;

– заличава к. Мечково и ги слива като квартал на с. Баскалци;
– заличава с. Рибник и го слива като квартал на с. Старчево;
– заличава м. Учкунци и я слива като квартал на с. Гега;
- Указ № 50/обн. 09.02.1960 г. – преименува с. Елешница на с. Беласица;
- Указ № 139/обн. 19.04.1960 г. – признава м. Боровичене за с. Боровичене;

– признава м. Гега за с. Гега;
– признава м. Чурилово за с. Чурилово;
- Указ № 5/обн. 8 януари 1963 г. – отделя кв. Рибник от с. Старчево и го признава за с. Рибник;

– признава н.м. Самуилова крепост (от бивша община Първомай) за с. Струмешница;
- Указ № 960/обн. 4 януари 1966 г. – осъвременява името на с. Коларево на с. Коларово;

– осъвременява името на с. Кранджилица на с. Крънджилица;
– осъвременява името на с. Михново на с. Михнево;
– преименува с. Нова Тополница на с. Тополница;
- Указ № 562/обн. 06.04.1971 г. – възстановява старото име на с. Свобода – с. Дрангово;
- Указ № 3147/обн. 28.10.1984 г. – преименува с. Припечене на с. Генерал Тодоров;
- Указ № 3005/обн. ДВ бр. 78/09.10.1987 – закрива община Коларово и община Първомай и включените в състава им населени места и техните землища се присъединяват към община Петрич;
- Указ № 83/обн. 09.04.1993 г. – преименува с. Мулетарово на с. Рупите;
- Указ № 186/обн. ДВ бр.59/21.06.1995 г. – възстановява старото име на с. Сестрино – с. Богородица;
- На основание §7 (т.3) от Закона за административно-териториалното устройство на Република България (ДВ, бр. 63/14.07.1995 г.) всички махали, колиби, гари, минни и промишлени селища придобиват статут на села.
- Реш. МС № 755/24.09.2015, обн. ДВ бр.76/02.10.2015 г. – заличава с.Гюргево;

– заличава с. Занога;

## Транспорт
По долината на река Струма преминава участък от трасето жп линия София – Благоевград – Кулата и от жп гара Генерал Тодоров до град Петрич.
През общината преминават частично или изцяло 5 пътя от Републиканската пътна мрежа на България с обща дължина 82,2 km:
- последния участък от 13,2 km от Републикански път I-1 (от km 440,6 до km 4453,8);
- последния участък от 10,2 km от Републикански път III-108 (от km 2,5 до km 12,7);
- последния участък от 42,6 km от Републикански път III-198 (от km 52,1 до km 94,7);
- началния участък от 2,3 km от Републикански път III-1082 (от km 0 до km 2,3);
- целия участък от 13,9 km от Републикански път III-1084.

## Топографска карта
- Лист от карта K-34-94. Мащаб: 1 : 100 000.
- Лист от карта K-34-95. Мащаб: 1 : 100 000.
- Лист от карта K-34-106. Мащаб: 1 : 100 000.
- Лист от карта K-34-107. Мащаб: 1 : 100 000.